# Neuerode
Neuerode ist ein Ortsteil der Gemeinde Meinhard im nordhessischen Werra-Meißner-Kreis. Es ist das zweithöchstgelegene Dorf der Gemeinde.

## Geographische Lage
Neuerode liegt in den Südausläufern des Höhenzugs Gobert am Südwesthang des Bergs Meinhard (491,3 m ü. NN). Durch das Dorf führt die Landesstraße 3424, die Hitzelrode im Norden mit Grebendorf im Süden verbindet.

## Geschichte
Neuerode wurde erstmals 980 urkundlich erwähnt. Der Ort gehörte bereits 1413 zum Gericht Jestädt der Herren von Boyneburg-Hohenstein. Er kam 1654 zum landgräflichen Amt Bischhausen. Ab 1821 gehörte der Ort zum Kreis Eschwege.
Zum 1. April 1972 wurde die bis dahin selbständige Gemeinde Neuerode im Zuge der Gebietsreform in Hessen auf freiwilliger Basis in die 1971 neu gegründete Gemeinde Meinhard eingemeindet. Für die ehemals eigenständigen Gemeinden von Meinhard wurden Ortsbezirke mit Ortsbeirat und Ortsvorsteher nach der Hessischen Gemeindeordnung gebildet.

## Bevölkerung
Einwohnerstruktur 2011
Nach den Erhebungen des Zensus 2011 lebten am Stichtag dem 9. Mai 2011 in Neuerode 429 Einwohner. Darunter waren 12 (2,8 %) Ausländer. Nach dem Lebensalter waren 57 Einwohner unter 18 Jahren, 141 zwischen 18 und 49, 129 zwischen 50 und 64 und 102 Einwohner waren älter. Die Einwohner lebten in 189 Haushalten. Davon waren 42 Singlehaushalte, 72 Paare ohne Kinder und 54 Paare mit Kindern, sowie 21 Alleinerziehende und keine Wohngemeinschaften. In 48 Haushalten lebten ausschließlich Senioren und in 117 Haushaltungen lebten keine Senioren.
Einwohnerentwicklung
| Quelle: Historisches Ortslexikon |                  |
| • 1585:                          | 30 Haushaltungen |
| • 1747:                          | 44 Haushaltungen |

| Neuerode: Einwohnerzahlen von 1834 bis 2020 | Neuerode: Einwohnerzahlen von 1834 bis 2020 | Neuerode: Einwohnerzahlen von 1834 bis 2020 | Neuerode: Einwohnerzahlen von 1834 bis 2020 | Neuerode: Einwohnerzahlen von 1834 bis 2020 |
| --- | ------------------------------------------- | ------------------------------------------- | ------------------------------------------- | ------------------------------------------- |
| Jahr |                                             |                                             |                                             | Einwohner                                   |
| 1834 | 1834                                        |                                             | 301                                         | 301                                         |
| 1840 | 1840                                        |                                             | 301                                         | 301                                         |
| 1846 | 1846                                        |                                             | 332                                         | 332                                         |
| 1852 | 1852                                        |                                             | 321                                         | 321                                         |
| 1858 | 1858                                        |                                             | 322                                         | 322                                         |
| 1864 | 1864                                        |                                             | 329                                         | 329                                         |
| 1871 | 1871                                        |                                             | 299                                         | 299                                         |
| 1875 | 1875                                        |                                             | 307                                         | 307                                         |
| 1885 | 1885                                        |                                             | 354                                         | 354                                         |
| 1895 | 1895                                        |                                             | 402                                         | 402                                         |
| 1905 | 1905                                        |                                             | 427                                         | 427                                         |
| 1910 | 1910                                        |                                             | 424                                         | 424                                         |
| 1925 | 1925                                        |                                             | 382                                         | 382                                         |
| 1939 | 1939                                        |                                             | 409                                         | 409                                         |
| 1946 | 1946                                        |                                             | 519                                         | 519                                         |
| 1950 | 1950                                        |                                             | 506                                         | 506                                         |
| 1956 | 1956                                        |                                             | 489                                         | 489                                         |
| 1961 | 1961                                        |                                             | 497                                         | 497                                         |
| 1967 | 1967                                        |                                             | 504                                         | 504                                         |
| 1970 | 1970                                        |                                             | 543                                         | 543                                         |
| 1980 | 1980                                        |                                             | ?                                           | ?                                           |
| 1990 | 1990                                        |                                             | ?                                           | ?                                           |
| 2000 | 2000                                        |                                             | ?                                           | ?                                           |
| 2011 | 2011                                        |                                             | 429                                         | 429                                         |
| 2015 | 2015                                        |                                             | 398                                         | 398                                         |
| 2020 | 2020                                        |                                             | 393                                         | 393                                         |
| Datenquelle: Historisches Gemeindeverzeichnis für Hessen: Die Bevölkerung der Gemeinden 1834 bis 1967. Wiesbaden: Hessisches Statistisches Landesamt, 1968. Weitere Quellen: LAGIS; Gemeinde Meinhard; Zensus 2011 |                                             |                                             |                                             |                                             |

Historische Religionszugehörigkeit
| • 1885: | 352 evangelische (= 99,44 %), zwei katholische (= 0,56 %) Einwohner |
| • 1961: | 454 evangelische (= 91,35 %), 37 katholische (= 7,44 %) Einwohner   |

## Politik
Ortsvorsteher ist nach der Kommunalwahl in Hessen 2021 Bernhard Mensing (CDU).

## Sehenswürdigkeiten
- Dorfkern und Anger in seiner ursprünglichen Form
- Denkmalgeschützte Fachwerkhäuser, sehenswert besonders die „Alte Meierei“.
- Dorfkirche aus der Zeit nach dem Dreißigjährigen Krieg mit einzigartiger Turmkonstruktion.
- Spritzenhaus in der Lehmkaute

## Infrastruktur
- Im Ort gibt es ein Dorfgemeinschaftshaus.